# Rafael Sperafico
Rafael Sperafico, född den 22 april 1981, död den 9 december 2007 i Interlagos, Brasilien var en brasiliansk racerförare. Han förolyckades i ett race i det brasilianska StockCar-mästerskapet. Han kraschade i slutet av Interlagosbanan i en enkel fullgaskurva. Han försökte göra en manöver på utsidan, men tappade kontrollen, kraschade och for ut på banan, med all sannolikhet ännu levande. Han blev då träffad rakt igenom bilen av Renato Russo och avled omedelbart.